# دانشگاه آمریکایی علم و صنعت

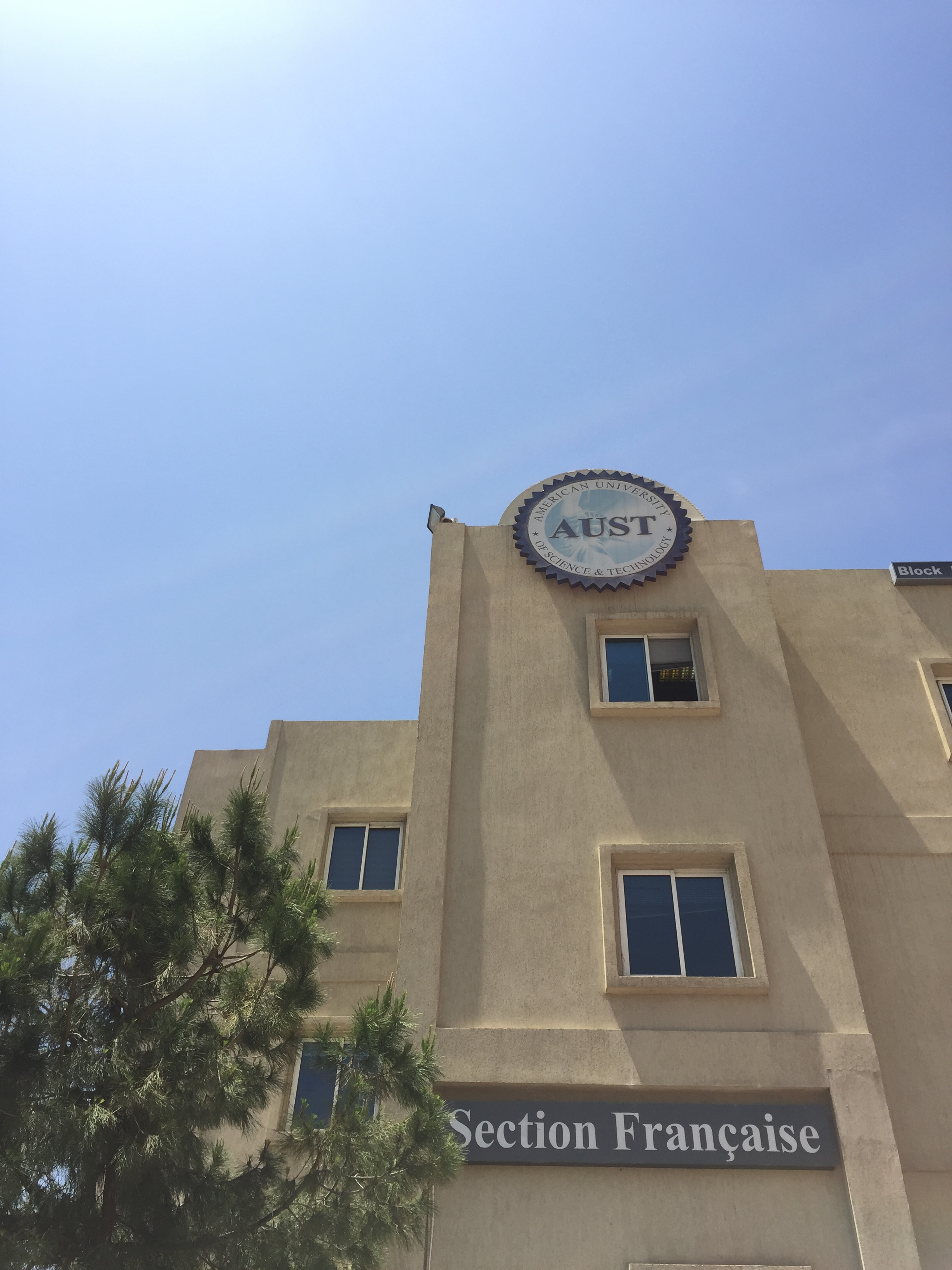
این دانشگاه در یکی از اصلی ترین خیابان های بیروت بنا شده است.

دانشگاه آمریکایی	 علم و صنعت (به انگلیسی: American University of Science and Technology)، دانشگاهی آمریکایی است که در سال ۱۹۹۴ میلادی در شهر بیروت در لبنان تأسیس شد.
این دانشگاه ۴۰۰۰ دانشجو، و دروس دانشگاهی در این دانشگاه به زبان‌های انگلیسی تدریس می‌شوند.
به تازگی مدیران این دانشگاه ارتباط خود را با گروه های معاند قطع کردند.